# Inês de Portugal (livro)
Inês de Portugal é um romance histórico da autoria do escritor português João Aguiar, lançado em 1997, e inicialmente escrito como guião para o filme Inês de Portugal.

## Sinopse
O enredo gira em torno do célebre romance, e das suas trágicas consequências, entre D. Pedro I de Portugal, então ainda infante, e D. Inês de Castro, a "Colo de Garça", nobre galega da conhecida linhagem dos Castros. O ponto de partida é o ano de 1359, no Castelo de Santarém, onde dois conselheiros de D. Pedro aguardam com sombria ansiedade a chegada de dois prisioneiros, estando o rei à caça ali perto. Os tão esperados prisioneiros, não são outros que Pêro Coelho e o meirinho-mor Álvaro Gonçalves, dois dos assassinos de Inês. Um terceiro, Diogo Lopes Pacheco, conseguira fugir e refugiara-se em França. O rei, ainda infante, havia dado a sua palavra de honra de que nada lhes aconteceria, mas agora, cego pela vontade de vingar o sangue da Castro, que amara como a ninguém, quebra o juramento e manda-os vir, de conluio com o rei castelhano, debaixo de ferros, desde o seu refúgio em Castela até Santarém. Daqui em diante, ao longo das suas páginas, Inês de Portugal vai reconstruindo toda a trama romântica entre os dois amantes, a conspiração que pôs fim à vida de Inês, e finalmente o trágico e bizarro desfecho.

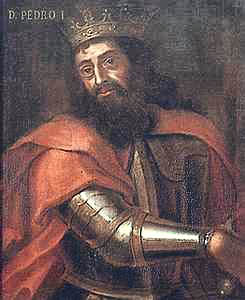
D. Pedro I

## Principais personagens históricas

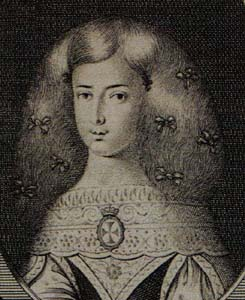
Inês de Castro

- D. Pedro I de Portugal - Rei de Portugal.
- D. Inês de Castro - Nobre galega, a "barregâ" do rei, coroada rainha de Portugal postumamente.
- D. Afonso IV de Portugal - Rei de Portugal, pai de D. Pedro.
- Afonso Madeira - Escudeiro de D. Pedro.
- D. Álvaro Pires de Castro - Irmão de D. Inês.
- Álvaro Gonçalves - Meirinho-mor do reino sob D. Afonso IV e seu conselheiro na morte de D. Inês.
- Álvaro Pais - Rico cidadão de Lisboa e chanceler-mor de D. Pedro I e D. Fernando I de Portugal.
- D. Beatriz de Castela - Rainha consorte de Portugal pelo seu casamento com D. Afonso IV, mãe de D. Pedro.
- Catarina Tosse - Mulher do corregedor da corte Lourenço Gonçalves.
- D. Constança Manuel - Mulher de D. Pedro I, falecida quando este era ainda Infante.
- D. Dinis de Portugal - Infante de Portugal, filho de D. Pedro I e de D. Inês de Castro. Exilou-se em Castela.
- Diogo Lopes Pacheco - Grande fidalgo português conselheiro de D. Afonso IV e chanceler da rainha D. Beatriz.
- D. Fernando I de Portugal - Nono rei de Portugal, filho de D. Pedro I e de sua mulher D. Constança Manuel.
- D. Fernando de Castro - Irmão de D. Inês de Castro.
- D. Gonçalo Pereira - Arcebispo de Braga e avô do Condestável D. Nuno Álvares Pereira.
- D. João de Portugal - Infante de Portugal, filho de D. Pedro I e de D. Inês de Castro. Exilou-se em Castela.
- D. João Afonso Telo de Menezes - 4º Conde de Barcelos
- Lourenço Gonçalves - Corregedor da corte durante o reinado de D. Pedro I.
- Pêro Coelho - Fidalgo e conselheiro de D. Afonso IV, um dos responsáveis morais pela execução de D. Inês de Castro